# 漢斯科耶湖 (克拉斯諾達爾邊疆區)
46°15′00″N 38°22′00″E / 46.25°N 38.3667°E

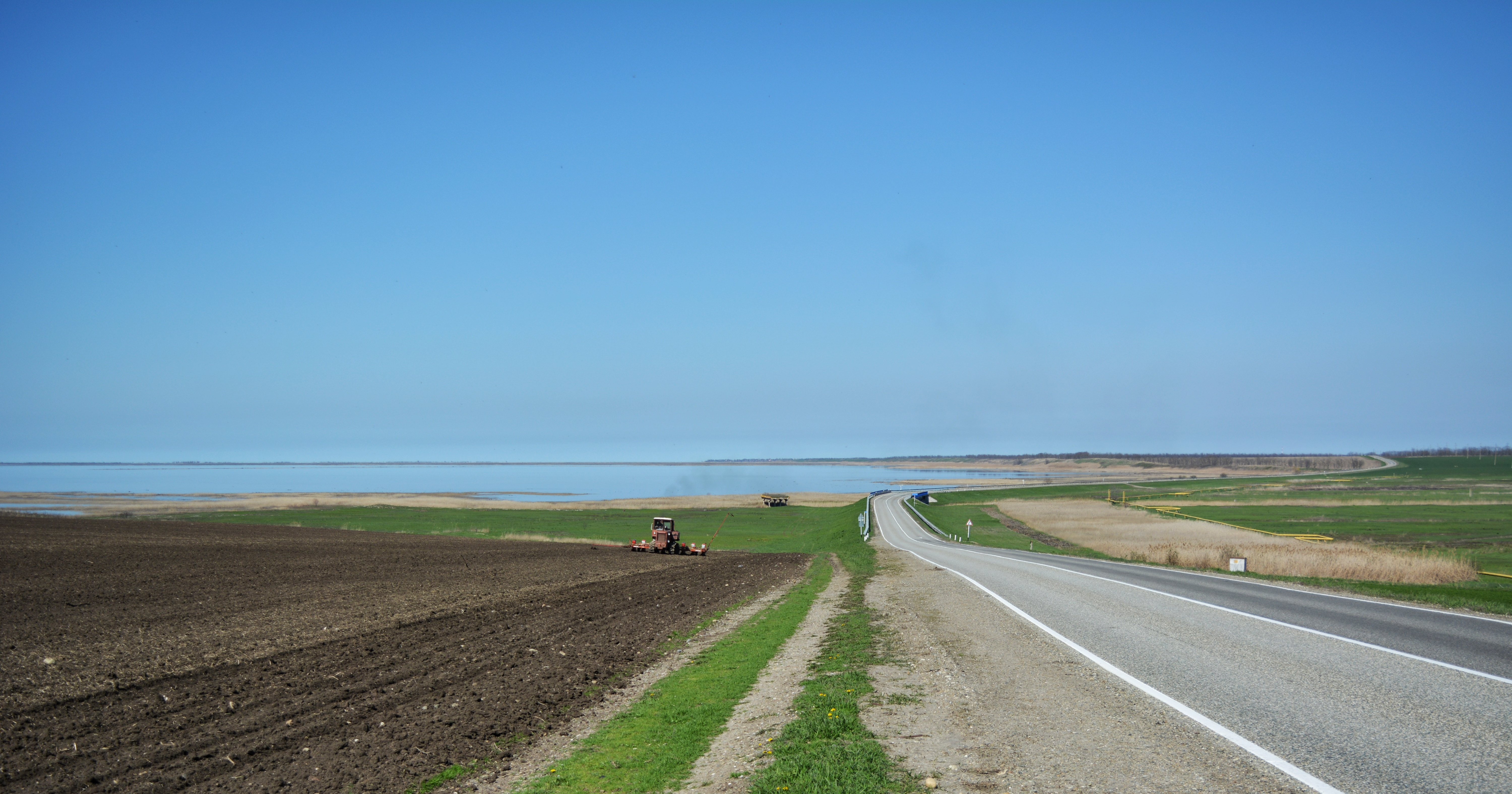

漢斯科耶湖（俄语：Ханское）是俄羅斯的鹹水湖，位於該國西南部，由克拉斯諾達爾邊疆區負責管轄，長19公里、寬7公里，面積86平方公里，最大水深1.8米。